# Orlando Valenzuela
Orlando Valenzuela Lurduy (Bogotá, 22 de septiembre de 1966) es un actor de teatro, cine y televisión colombiano.

## Filmografía

### Televisión
- Nuevo rico, nuevo pobre (2025) — Herminson Yepes
- Perfil falso (2025) —
- Klass 95 (2024) — Yago
- Arelys Henao, aún queda mucho por cantar (2024) — Coronel Maldonado
- Ventino: el precio de la gloria (2023) —
- Las Villamizar (2022) — Roberto Bravo
- La nieta elegida (2021-2022) — Roberto Alvarado[1]
- Interiores (2021) — German[2]
- La venganza de Analía (2020) — Ramiro Pérez
- El general Naranjo (2019-2020) — Coronel Jaime Ramírez Gómez
- Los Briceño (2019) - Adolfo "Fito"
- Retorcidos: Dr. Russi (2019) — Coronel Manuel Gongora
- Tormenta de amor (2019)
- Mosquera (2019)  — Tomás Cipriano de Mosquera
- La gloria de Lucho (2019) — "Pote" Gómez
- Infieles (2017)
- El Comandante (2017)
- Francisco el matemático: Clase 2017 (2017) — Carlos Rivera
- La ley del corazón (2016-2017)
- Sala de urgencias (2015) — Luis Calle
- Narcos (2015) — Fernando Galeano
- Esmeraldas (2015)
- El estilista (2014) — Jorge Mario Rubio
- Comando Elite (2013-2014) — Capitán Hugo Espinoza
- Las Santísimas (2012-2013)
- Rafael Orozco, el ídolo (2012-2013)
- Escobar, el patrón del mal (2012) — Bernardo Jaramillo Ossa
- A Mano Limpia (2010-2013) — Fernando Anzola
- Matalobos (2010) — Mario Buendía
- Las muñecas de la mafia (2009-2010) — Gregorio Manrique
- Amor, Mentiras y video (2009) — Felipe
- Sin senos no hay paraíso (2008-2009) — Teacher
- Mujeres asesinas (2008) — Domingo (Javiera, la ingenua)
- Sin retorno  (2008) — Henry
- Pocholo (2007-2008) — Álvaro Larrea "Pocholo"
- Cómplices (2007) — Cristóbal Zapata
- Zorro: la espada y la rosa (2007) — Miguel Ferras
- Amores de mercado (2006-2007) — Armando
- Los Reyes (2005-2006) — Martin
- Mesa para tres (2004) — Ramón Tavernero
- El comisario (2003)
- Periodistas (2002) — Mexicano
- Raquel busca su sitio (2001)
- Pedro el escamoso (2001-2003) — Sigifredo Chavéz
- La dama del pantano (1999)
- Otra en mí  (1996) — Dario
- La viuda de Blanco — Miguel Angarita
- María Bonita (1995) — Jhon Jairo
- La otra raya del tigre (1993) — Obdulio Estévez
- El oasis (1993)
- Fronteras del regreso (1992)
- Puerto amor (1990-1991)
- Amar y vivir (1989)

### Cine
- Los fierros (2018) — Rogelio
- Morazán (2017) — Francisco Morazán
- Libertador (2013) — Francisco de Paula Santander
- La cara (2013) — Jorge Juan (corto)
- No pongas tus puercas manos sobre mi (2005)
- La historia del baúl rosado (2005) — Detective Porras
- De amores y delitos: Bituima 1780 (1995)